# 아부다비 토후국
아부다비 토후국(아랍어: إمارة أبو ظبي)은 아랍에미리트를 구성하는 7개의 토후국 가운데 하나로 아랍에미리트에서 가장 넓고 석유가 가장 많이 매장된 토후국이며 인구는 898,695명(2009년)이다. 토후국의 수도는 아랍에미리트의 수도이기도 한 아부다비이다. 영국의 보호국이었으며 1958년 유전이 발견된 이래 크게 발전하였다.

## 개요
아라비아 만으로 돌출한 T자형의 반도부를 중심으로 한 지형을 띠고 있다. 아랍에미리트의 토후국에서 최대의 면적, 인구, 경제력을 가졌다. 특히 면적 6.7만 km2은 연방 전체의 8.3만 km2의 대부분(약 80%)에 이르는 광활한 영토에 매장된 풍부한 석유 자원에 의하여 연방의 정치 경제를 떠받치는 사실상의 리더 국가이며 아랍에미리트 전체 GDP 가운데 15%를 차지한다. 아부다비 증권거래소나 아랍에미리트 중앙은행, 아부다비 투자청, 거대 통신 회사의 에티 살라트, 국영 석유 회사인 ADNOC, 아부다비 해상조업회사(ADMA-OPCO) 등도 여기에 있다. 아랍에미리트의 대통령은 1971년 건국 이후에는 아부다비 토후국 출신 인사가 일관되게 대통령을 역임하고 있어서 향후에도 아부다비 토후국이 대통령을 배출할 것으로 예측된다.

## 인구
| Year | 인구 | ±% p.a. |
| --- | --- | ------- |
| 1980 | 451,848 | —       |
| 1985 | 566,036 | +4.61%  |
| 1995 | 942,463 | +5.23%  |
| 2005 | 1,399,484 | +4.03%  |
| 2010 | 1,967,659 | +7.05%  |
| 2015 | 2,784,490 | +7.19%  |
| 기술적 문제로 인해 그래프를 일시적으로 사용할 수 없습니다. 파브리케이터 와 미디어위키 위키 에 더 자세한 정보가 있습니다. | |         |
| 출처: Citypopulation | |         |
| | 기술적 문제로 인해 그래프를 일시적으로 사용할 수 없습니다. 파브리케이터와 미디어위키 위키에 더 자세한 정보가 있습니다. |         |